# Qualificazioni al campionato europeo maschile di pallamano 2020
Le qualificazioni al campionato europeo si sono sviluppate su due fasi. Alla prima fase hanno partecipato 9 squadre nazionali, che hanno disputato due gironi all'italiana con partite di sola andata, al termine del quale le squadre prime classificate hanno conquistato l'accesso alla seconda fase. Alla seconda fase partecipano 32 squadre nazionali, ovvero 26 nazionali ammesse direttamente più le tre vincitrici della prima fase più le tre migliori squadre tra le nazionali emergenti, suddivise in otto gironi da quattro squadre ciascuno. In ciascun raggruppamento si disputa un girone all'italiana con partite di andata e ritorno e le prime due classificate di ciascun girone sono ammesse alla fase finale del campionato europeo.

## Prima fase

### Fasce
Il sorteggio per il primo turno di qualificazione ha avuto luogo il 24 giugno 2016 a Vienna, Austria.. Le squadre vincenti dei gironi ottengono la qualificazione alla seconda fase.
| Pot 1                 | Pot 2                     | Pot 3                  |
| --------------------- | ------------------------- | ---------------------- |
| Turchia Grecia Italia | Estonia Lussemburgo Cipro | Georgia Fær Øer Kosovo |

#### Girone 1
Il girone 1 si svolse con la formula di un mini torneo in sede unica giocatosi a Tórshavn.
| Pos | Squadra     | G | V | N | P | GF | GS | DG | Pt | Qualificazione                |
| --- | ----------- | - | - | - | - | -- | -- | -- | -- | ----------------------------- |
| 1   | Grecia      | 2 | 2 | 0 | 0 | 50 | 41 | +9 | 4  | Qualificato alla seconda fase |
| 2   | Cipro       | 2 | 1 | 0 | 1 | 37 | 43 | −6 | 2  |                               |
| 3   | Fær Øer (H) | 2 | 0 | 0 | 2 | 43 | 46 | −3 | 0  |                               |

##### Risultati
| Arbitro: | Jaškins-Žabko |

|           |           |                          |
| Argyrou 8 | Marcatori | Nielsen, Sigurbjørsson 5 |

| Arbitro: | Jaškins-Žabko |

|                |           |           |
| Papadopoulos 6 | Marcatori | Argyrou 4 |

| Arbitro: | Jaškins-Žabko |

|         |           |                |
| Olsen 5 | Marcatori | Papadopoulos 6 |

#### Girone 2
| Pos | Squadra | G | V | N | P | GF | GS  | DG  | Pt | Qualificazione                |
| --- | ------- | - | - | - | - | -- | --- | --- | -- | ----------------------------- |
| 1   | Estonia | 4 | 3 | 0 | 1 | 96 | 86  | +10 | 6  | Qualificato alla seconda fase |
| 2   | Turchia | 4 | 2 | 1 | 1 | 96 | 84  | +12 | 5  |                               |
| 3   | Kosovo  | 4 | 0 | 1 | 3 | 86 | 108 | −22 | 1  |                               |

##### Risultati

###### Andata
| Arbitro: | Cindrić-Gonzurek |

|         |           |         |
| Çelik 6 | Marcatori | Dedaj 5 |

| Arbitro: | Hofer-Schmidhuber |

|         |           |         |
| Dedaj 5 | Marcatori | Rooba 8 |

| Arbitro: | Thomassen-Schmack |

|        |           |         |
| Lees 4 | Marcatori | Örnek 6 |

###### Ritorno
| Arbitro: | Frieser-Kuvalić |

|        |           |                |
| Quni 6 | Marcatori | Çelik, Ersin 7 |

| Arbitro: | Geraets-Geraets |

|         |           |           |
| Rooba 6 | Marcatori | Terziqi 7 |

| Arbitro: | Stokes-Bartlett |

|          |           |         |
| Pektaş 5 | Marcatori | Voika 5 |

#### Group 3
| Pos | Squadra     | G | V | N | P | GF  | GS  | DG  | Pt | Qualificazione                |
| --- | ----------- | - | - | - | - | --- | --- | --- | -- | ----------------------------- |
| 1   | Italia      | 4 | 3 | 0 | 1 | 103 | 92  | +11 | 6  | Qualificato alla seconda fase |
| 2   | Lussemburgo | 4 | 3 | 0 | 1 | 114 | 102 | +12 | 6  |                               |
| 3   | Georgia     | 4 | 0 | 0 | 4 | 97  | 120 | −23 | 0  |                               |

##### Risultati

###### Andata
| Arbitro: | Manea-Iliescu |

|             |           |             |
| Turković 10 | Marcatori | Chanturia 6 |

| Arbitro: | Sirbu-Suponicov |

|             |           |          |
| Chikovani 8 | Marcatori | Müller 7 |

| Arbitro: | Kékes-Kékes |

|          |           |            |
| Müller 6 | Marcatori | Turković 7 |

###### Ritorno
| Arbitro: | Jerlecki-Labun |

|              |           |            |
| Chikovani 11 | Marcatori | Turković 7 |

| Arbitro: | Lillepea-Kull |

|                  |           |             |
| Kohl, Schröder 7 | Marcatori | Chanturia 7 |

| Arbitro: | Hájek-Macho |

|             |           |               |
| Turković 10 | Marcatori | Y. Hoffmann 9 |

## IHF Emerging Nations Championship
Le migliori tre classificate ottengono il pass per la seconda fase di qualificazione.
| Rank | Team          |
| ---- | ------------- |
|      | Fær Øer       |
|      | Turchia       |
|      | Kosovo        |
| 4    | Cipro         |
| 5    | Bulgaria      |
| 6    | Lussemburgo   |
| 7    | Georgia       |
| 8    | Moldavia      |
| 9    | Azerbaigian   |
| 10   | Gran Bretagna |
| 11   | Irlanda       |
| 12   | Malta         |
| 13   | Andorra       |
| 14   | Albania       |
| 15   | Armenia       |

- Note: La Cina terminò il torneo in sesta posizione, ma non è una nazione europea.

## Seconda fase
Sono 32 le squadre che si affrontano nella seconda fase di qualificazione. Le prime due classificate di ogni girone e le quattro migliori terze si qualificano al turno successivo.
Il sorteggio per i gironi è stato effettuato il 12 aprile 2018 a Trondheim, Norvegia.
| Pot 1                                                                               | Pot 2                                                                     | Pot 3                                                                              | Pot 4                                                         |
| ----------------------------------------------------------------------------------- | ------------------------------------------------------------------------- | ---------------------------------------------------------------------------------- | ------------------------------------------------------------- |
| Francia Croazia Germania Danimarca Slovenia Bielorussia Ungheria Macedonia del Nord | Russia Rep. Ceca Polonia Islanda Serbia Montenegro Paesi Bassi Portogallo | Lettonia Lituania Svizzera Slovacchia Ucraina Israele Turchia Bosnia ed Erzegovina | Finlandia Belgio Estonia Grecia Romania Italia Kosovo Fær Øer |

Bosnia Erzegovina, Paesi Bassi e Portogallo avendo lo stesso punteggio nel ranking per nazioni, hanno dovuto affrontare un secondo sorteggio per decidere quali due nazioni sarebbero state inserite in seconda fascia e quale in terza. Paesi Bassi e Portogallo sono state inserite in seconda fascia. Inoltre, per motivi politici, Serbia e Kosovo non possono essere sorteggiate nello stesso girone.

### Girone 1
| Pos | Squadra  | G | V | N | P | GF  | GS  | DG  | Pt | Qualificazione               |
| --- | -------- | - | - | - | - | --- | --- | --- | -- | ---------------------------- |
| 1   | Germania | 6 | 6 | 0 | 0 | 190 | 119 | +71 | 12 | Qualificato alla fase finale |
| 2   | Polonia  | 6 | 2 | 1 | 3 | 152 | 139 | +13 | 5  | Qualificato alla fase finale |
| 3   | Israele  | 6 | 2 | 0 | 4 | 148 | 178 | −30 | 4  |                              |
| 4   | Kosovo   | 6 | 1 | 1 | 4 | 118 | 172 | −54 | 3  |                              |

#### Risultati

##### Andata
| Squadra 1 | Squadra 2 | Risultato               |
| --------- | --------- | ----------------------- |
| Polonia   | Kosovo    | Ostrowiec, 24 ott. 2018 |
| Polonia   | Kosovo    | 37 – 13                 |
| Germania  | Israele   | Wetzlar, 24 ott. 2018   |
| Germania  | Israele   | 37 – 21                 |
| Israele   | Polonia   | Tel Aviv, 28 ott. 2018  |
| Israele   | Polonia   | 25 – 24                 |
| Kosovo    | Germania  | Pristina, 28 ott. 2018  |
| Kosovo    | Germania  | 14 – 30                 |
| Polonia   | Germania  | Gliwice, 10 apr. 2019   |
| Polonia   | Germania  | 18 – 26                 |
| Kosovo    | Israele   | Pristina, 10 apr. 2019  |
| Kosovo    | Israele   | 27 – 24                 |

##### Ritorno
| Squadra 1 | Squadra 2 | Risultato                |
| --------- | --------- | ------------------------ |
| Germania  | Polonia   | Halle, 13 apr. 2019      |
| Germania  | Polonia   | 29 – 24                  |
| Israele   | Kosovo    | Tel Aviv, 13 apr. 2019   |
| Israele   | Kosovo    | 30 – 24                  |
| Kosovo    | Polonia   | Pristina, 12 giu. 2019   |
| Kosovo    | Polonia   | 23 – 23                  |
| Israele   | Germania  | Tel Aviv, 12 giu. 2019   |
| Israele   | Germania  | 25 – 40                  |
| Polonia   | Israele   | Płock, 16 giu. 2019      |
| Polonia   | Israele   | 26 – 23                  |
| Germania  | Kosovo    | Norimberga, 16 giu. 2019 |
| Germania  | Kosovo    | 28 – 17                  |

### Girone 2
| Pos | Squadra  | G | V | N | P | GF  | GS  | DG  | Pt | Qualificazione               |
| --- | -------- | - | - | - | - | --- | --- | --- | -- | ---------------------------- |
| 1   | Croazia  | 6 | 5 | 1 | 0 | 174 | 148 | +26 | 11 | Qualificato alla fase finale |
| 2   | Svizzera | 6 | 3 | 0 | 3 | 180 | 167 | +13 | 6  | Qualificato alla fase finale |
| 3   | Serbia   | 6 | 2 | 2 | 2 | 168 | 165 | +3  | 6  |                              |
| 4   | Belgio   | 6 | 0 | 1 | 5 | 144 | 186 | −42 | 1  |                              |

#### Risultati

##### Andata
| Squadra 1 | Squadra 2 | Risultato               |
| --------- | --------- | ----------------------- |
| Serbia    | Belgio    | Zrenjanin, 24 ott. 2018 |
| Serbia    | Belgio    | 27 – 27                 |
| Croazia   | Svizzera  | Osijek, 25 ott. 2018    |
| Croazia   | Svizzera  | 31 – 28                 |
| Svizzera  | Serbia    | Zug, 28 ott. 2018       |
| Svizzera  | Serbia    | 29 – 24                 |
| Belgio    | Croazia   | Leuven, 28 ott. 2018    |
| Belgio    | Croazia   | 25 – 30                 |
| Belgio    | Svizzera  | Leuven, 10 apr. 2019    |
| Belgio    | Svizzera  | 25 – 28                 |
| Serbia    | Croazia   | Belgrado, 11 apr. 2019  |
| Serbia    | Croazia   | 25 – 25                 |

##### Ritorno
| Squadra 1 | Squadra 2 | Risultato               |
| --------- | --------- | ----------------------- |
| Svizzera  | Belgio    | Sciaffusa, 14 apr. 2019 |
| Svizzera  | Belgio    | 36 – 22                 |
| Croazia   | Serbia    | Zadar, 14 apr. 2019     |
| Croazia   | Serbia    | 27 – 23                 |
| Svizzera  | Croazia   | Zug, 12 giu. 2019       |
| Svizzera  | Croazia   | 28 – 33                 |
| Belgio    | Serbia    | Leuven, 12 giu. 2019    |
| Belgio    | Serbia    | 26 – 37                 |
| Croazia   | Belgio    | Parenzo, 16 giu. 2019   |
| Croazia   | Belgio    | 28 – 19                 |
| Serbia    | Svizzera  | Novi Sad, 16 giu. 2019  |
| Serbia    | Svizzera  | 32 – 31                 |

### Girone 3
| Pos | Squadra            | G | V | N | P | GF  | GS  | DG  | Pt | Qualificazione               |
| --- | ------------------ | - | - | - | - | --- | --- | --- | -- | ---------------------------- |
| 1   | Macedonia del Nord | 6 | 4 | 1 | 1 | 168 | 160 | +8  | 9  | Qualificato alla fase finale |
| 2   | Islanda            | 6 | 3 | 2 | 1 | 185 | 151 | +34 | 8  | Qualificato alla fase finale |
| 3   | Turchia            | 6 | 2 | 0 | 4 | 148 | 167 | −19 | 4  |                              |
| 4   | Grecia             | 6 | 1 | 1 | 4 | 145 | 168 | −23 | 3  |                              |

#### Risultati

##### Andata
| Squadra 1          | Squadra 2          | Risultato               |
| ------------------ | ------------------ | ----------------------- |
| Islanda            | Grecia             | Reykjavik, 24 ott. 2018 |
| Islanda            | Grecia             | 35 – 21                 |
| Macedonia del Nord | Turchia            | Bitola, 25 ott. 2018    |
| Macedonia del Nord | Turchia            | 31 – 27                 |
| Grecia             | Macedonia del Nord | Kozani, 28 ott. 2018    |
| Grecia             | Macedonia del Nord | 26 – 24                 |
| Turchia            | Islanda            | Ankara, 28 ott. 2018    |
| Turchia            | Islanda            | 22 – 33                 |
| Grecia             | Turchia            | Kozani, 10 apr. 2019    |
| Grecia             | Turchia            | 22 – 26                 |
| Islanda            | Macedonia del Nord | Reykjavik, 11 apr. 2019 |
| Islanda            | Macedonia del Nord | 33 – 34                 |

##### Ritorno
| Squadra 1          | Squadra 2          | Risultato               |
| ------------------ | ------------------ | ----------------------- |
| Turchia            | Grecia             | Eskişehir, 14 apr. 2019 |
| Turchia            | Grecia             | 26 – 23                 |
| Macedonia del Nord | Islanda            | Skopje, 14 apr. 2019    |
| Macedonia del Nord | Islanda            | 24 – 24                 |
| Turchia            | Macedonia del Nord | Eskişehir, 12 giu. 2019 |
| Turchia            | Macedonia del Nord | 25 – 26                 |
| Grecia             | Islanda            | Kozani, 12 giu. 2019    |
| Grecia             | Islanda            | 28 – 28                 |
| Islanda            | Turchia            | Reykjavik, 16 giu. 2019 |
| Islanda            | Turchia            | 32 – 22                 |
| Macedonia del Nord | Grecia             | Strumica, 16 giu. 2019  |
| Macedonia del Nord | Grecia             | 27 – 23                 |

### Girone 4
| Pos | Squadra     | G | V | N | P | GF  | GS  | DG  | Pt | Qualificazione               |
| --- | ----------- | - | - | - | - | --- | --- | --- | -- | ---------------------------- |
| 1   | Slovenia    | 6 | 5 | 0 | 1 | 171 | 143 | +28 | 10 | Qualificato alla fase finale |
| 2   | Lettonia    | 6 | 4 | 0 | 2 | 150 | 143 | +7  | 8  | Qualificato alla fase finale |
| 3   | Paesi Bassi | 6 | 3 | 0 | 3 | 167 | 159 | +8  | 6  | Qualificato alla fase finale |
| 4   | Estonia     | 6 | 0 | 0 | 6 | 142 | 185 | −43 | 0  |                              |

#### Risultati

##### Andata
| Squadra 1   | Squadra 2   | Risultato              |
| ----------- | ----------- | ---------------------- |
| Slovenia    | Lettonia    | Maribor, 24 ott. 2018  |
| Slovenia    | Lettonia    | 27 – 21                |
| Paesi Bassi | Estonia     | Sittard, 25 ott. 2018  |
| Paesi Bassi | Estonia     | 35 – 25                |
| Lettonia    | Paesi Bassi | Valmiera, 28 ott. 2018 |
| Lettonia    | Paesi Bassi | 29 – 25                |
| Estonia     | Slovenia    | Tallinn, 28 ott. 2018  |
| Estonia     | Slovenia    | 20 – 31                |
| Estonia     | Lettonia    | Tallinn, 10 apr. 2019  |
| Estonia     | Lettonia    | 18 – 24                |
| Paesi Bassi | Slovenia    | Almere, 11 apr. 2019   |
| Paesi Bassi | Slovenia    | 26 – 27                |

##### Ritorno
| Squadra 1   | Squadra 2   | Risultato                 |
| ----------- | ----------- | ------------------------- |
| Lettonia    | Estonia     | Valmiera, 14 apr. 2019    |
| Lettonia    | Estonia     | 30 – 24                   |
| Slovenia    | Paesi Bassi | Celje, 14 apr. 2019       |
| Slovenia    | Paesi Bassi | 30 – 23                   |
| Lettonia    | Slovenia    | Valmiera, 12 giu. 2019    |
| Lettonia    | Slovenia    | 25 – 24                   |
| Estonia     | Paesi Bassi | Tallinn, 13 giu. 2019     |
| Estonia     | Paesi Bassi | 27 – 33                   |
| Slovenia    | Estonia     | Capodistria, 16 giu. 2019 |
| Slovenia    | Estonia     | 32 – 28                   |
| Paesi Bassi | Lettonia    | Almere, 16 giu. 2019      |
| Paesi Bassi | Lettonia    | 25 – 21                   |

### Girone 5
| Pos | Squadra              | G | V | N | P | GF  | GS  | DG  | Pt | Qualificazione               |
| --- | -------------------- | - | - | - | - | --- | --- | --- | -- | ---------------------------- |
| 1   | Rep. Ceca            | 6 | 4 | 0 | 2 | 161 | 150 | +11 | 8  | Qualificato alla fase finale |
| 2   | Bielorussia          | 6 | 4 | 0 | 2 | 182 | 146 | +36 | 8  | Qualificato alla fase finale |
| 3   | Bosnia ed Erzegovina | 6 | 4 | 0 | 2 | 160 | 153 | +7  | 8  | Qualificato alla fase finale |
| 4   | Finlandia            | 6 | 0 | 0 | 6 | 131 | 185 | −54 | 0  |                              |

#### Risultati

##### Andata
| Squadra 1            | Squadra 2            | Risultato            |
| -------------------- | -------------------- | -------------------- |
| Rep. Ceca            | Finlandia            | Plzen, 24 ott. 2018  |
| Rep. Ceca            | Finlandia            | 31 – 27              |
| Bielorussia          | Bosnia ed Erzegovina | Minsk, 25 ott. 2018  |
| Bielorussia          | Bosnia ed Erzegovina | 29 – 30              |
| Bosnia ed Erzegovina | Rep. Ceca            | Tuzla, 27 ott. 2018  |
| Bosnia ed Erzegovina | Rep. Ceca            | 20 – 25              |
| Finlandia            | Bielorussia          | Minsk, 27 ott. 2018  |
| Finlandia            | Bielorussia          | 20 – 27              |
| Finlandia            | Bosnia ed Erzegovina | Vantaa, 11 apr. 2019 |
| Finlandia            | Bosnia ed Erzegovina | 26 – 30              |
| Rep. Ceca            | Bielorussia          | Plzen, 10 apr. 2019  |
| Rep. Ceca            | Bielorussia          | 30 – 31              |

##### Ritorno
| Squadra 1            | Squadra 2            | Risultato             |
| -------------------- | -------------------- | --------------------- |
| Bielorussia          | Rep. Ceca            | Minsk, 14 apr. 2019   |
| Bielorussia          | Rep. Ceca            | 24 – 26               |
| Bosnia ed Erzegovina | Finlandia            | Tuzla, 14 apr. 2019   |
| Bosnia ed Erzegovina | Finlandia            | 31 – 19               |
| Finlandia            | Rep. Ceca            | Vantaa, 12 giu. 2019  |
| Finlandia            | Rep. Ceca            | 24 – 26               |
| Bosnia ed Erzegovina | Bielorussia          | Tuzla, 12 giu. 2019   |
| Bosnia ed Erzegovina | Bielorussia          | 25 – 31               |
| Rep. Ceca            | Bosnia ed Erzegovina | Ostrava, 16 giu. 2019 |
| Rep. Ceca            | Bosnia ed Erzegovina | 23 – 24               |
| Bielorussia          | Finlandia            | Brest, 16 giu. 2019   |
| Bielorussia          | Finlandia            | 40 – 15               |

### Girone 6
| Pos | Squadra    | G | V | N | P | GF  | GS  | DG  | Pt | Qualificazione               |
| --- | ---------- | - | - | - | - | --- | --- | --- | -- | ---------------------------- |
| 1   | Francia    | 6 | 5 | 0 | 1 | 204 | 147 | +57 | 10 | Qualificato alla fase finale |
| 2   | Portogallo | 6 | 4 | 1 | 1 | 154 | 143 | +11 | 9  | Qualificato alla fase finale |
| 3   | Lituania   | 6 | 1 | 1 | 4 | 142 | 182 | −40 | 3  |                              |
| 4   | Romania    | 6 | 1 | 0 | 5 | 129 | 157 | −28 | 2  |                              |

#### Risultati

##### Andata
| Squadra 1  | Squadra 2  | Risultato                     |
| ---------- | ---------- | ----------------------------- |
| Portogallo | Romania    | Santo Tirso, 24 ott. 2018     |
| Portogallo | Romania    | 21 – 13                       |
| Francia    | Lituania   | Aix-en-Provence, 25 ott. 2018 |
| Francia    | Lituania   | 42 - 27                       |
| Lituania   | Portogallo | Klaipeda, 27 ott. 2018        |
| Lituania   | Portogallo | 23 – 24                       |
| Romania    | Francia    | Cluj-Napoca, 27 ott. 2018     |
| Romania    | Francia    | 21 – 31                       |
| Romania    | Lituania   | Târgovişte, 11 apr. 2019      |
| Romania    | Lituania   | 28 – 23                       |
| Portogallo | Francia    | Guimarães, 10 apr. 2019       |
| Portogallo | Francia    | 33 – 27                       |

##### Ritorno
| Squadra 1  | Squadra 2  | Risultato                |
| ---------- | ---------- | ------------------------ |
| Lituania   | Romania    | Klaipeda, 14 apr. 2019   |
| Lituania   | Romania    | 24 – 23                  |
| Francia    | Portogallo | Strasburgo, 14 apr. 2019 |
| Francia    | Portogallo | 33 – 24                  |
| Romania    | Portogallo | Bucarest, 12 giu. 2019   |
| Romania    | Portogallo | 19 – 24                  |
| Lituania   | Francia    | Klaipeda, 12 giu. 2019   |
| Lituania   | Francia    | 17 – 37                  |
| Portogallo | Lituania   | Matosinhos, 16 giu. 2019 |
| Portogallo | Lituania   | 28 – 28                  |
| Francia    | Romania    | Nantes, 16 giu. 2019     |
| Francia    | Romania    | 34 – 25                  |

### Girone 7
| Pos | Squadra    | G | V | N | P | GF  | GS  | DG  | Pt | Qualificazione               |
| --- | ---------- | - | - | - | - | --- | --- | --- | -- | ---------------------------- |
| 1   | Ungheria   | 6 | 5 | 1 | 0 | 161 | 135 | +26 | 11 | Qualificato alla fase finale |
| 2   | Russia     | 6 | 4 | 1 | 1 | 158 | 132 | +26 | 9  | Qualificato alla fase finale |
| 3   | Italia     | 6 | 2 | 0 | 4 | 146 | 172 | −26 | 4  |                              |
| 4   | Slovacchia | 6 | 0 | 0 | 6 | 129 | 155 | −26 | 0  |                              |

#### Risultati

##### Andata
| Squadra 1  | Squadra 2  | Risultato                |
| ---------- | ---------- | ------------------------ |
| Ungheria   | Slovacchia | Érd, 24 ott. 2018        |
| Ungheria   | Slovacchia | 30 – 22                  |
| Russia     | Italia     | Mosca, 10 apr. 2019      |
| Russia     | Italia     | 34 – 20                  |
| Italia     | Ungheria   | Padova, 24 ott. 2018     |
| Italia     | Ungheria   | 22 – 30                  |
| Slovacchia | Russia     | Prešov, 25 ott. 2018     |
| Slovacchia | Russia     | 21 - 22                  |
| Italia     | Slovacchia | Faenza, 27 ott. 2018     |
| Italia     | Slovacchia | 26 – 23                  |
| Russia     | Ungheria   | Astrachan', 11 apr. 2019 |
| Russia     | Ungheria   | 19 – 25                  |

##### Ritorno
| Squadra 1  | Squadra 2  | Risultato                       |
| ---------- | ---------- | ------------------------------- |
| Ungheria   | Russia     | Érd, 14 apr. 2019               |
| Ungheria   | Russia     | 23 – 23                         |
| Slovacchia | Italia     | Považska Bystrica, 14 apr. 2019 |
| Slovacchia | Italia     | 23 – 26                         |
| Slovacchia | Ungheria   | Šaľa, 12 giu. 2019              |
| Slovacchia | Ungheria   | 20 – 21                         |
| Italia     | Russia     | Busto Arsizio, 12 giu. 2019     |
| Italia     | Russia     | 23 – 30                         |
| Ungheria   | Italia     | Kecskemét, 16 giu. 2019         |
| Ungheria   | Italia     | 32 – 29                         |
| Russia     | Slovacchia | San Pietroburgo, 16 giu. 2019   |
| Russia     | Slovacchia | 30 – 20                         |

### Girone 8
| Pos | Squadra    | G | V | N | P | GF  | GS  | DG  | Pt | Qualificazione               |
| --- | ---------- | - | - | - | - | --- | --- | --- | -- | ---------------------------- |
| 1   | Danimarca  | 6 | 5 | 0 | 1 | 197 | 153 | +44 | 10 | Qualificato alla fase finale |
| 2   | Montenegro | 6 | 3 | 1 | 2 | 157 | 163 | −6  | 7  | Qualificato alla fase finale |
| 3   | Ucraina    | 6 | 3 | 0 | 3 | 161 | 159 | +2  | 6  | Qualificato alla fase finale |
| 4   | Fær Øer    | 6 | 0 | 1 | 5 | 131 | 171 | −40 | 1  |                              |

#### Risultati

##### Andata
| Squadra 1  | Squadra 2  | Risultato               |
| ---------- | ---------- | ----------------------- |
| Montenegro | Fær Øer    | Podgorica, 24 ott. 2018 |
| Montenegro | Fær Øer    | 24 – 24                 |
| Danimarca  | Ucraina    | Aarhus, 10 apr. 2019    |
| Danimarca  | Ucraina    | 30 – 24                 |
| Fær Øer    | Danimarca  | Skjern, 24 ott. 2018    |
| Fær Øer    | Danimarca  | 17 – 35                 |
| Ucraina    | Montenegro | Sumy, 25 ott. 2018      |
| Ucraina    | Montenegro | 29 - 24                 |
| Ucraina    | Fær Øer    | Kiev, 27 ott. 2018      |
| Ucraina    | Fær Øer    | 30 – 19                 |
| Montenegro | Danimarca  | Podgorica, 11 apr. 2019 |
| Montenegro | Danimarca  | 32 – 31                 |

##### Ritorno
| Squadra 1  | Squadra 2  | Risultato                |
| ---------- | ---------- | ------------------------ |
| Fær Øer    | Ucraina    | Copenaghen, 13 apr. 2019 |
| Fær Øer    | Ucraina    | 26 – 27                  |
| Danimarca  | Montenegro | Copenaghen, 13 apr. 2019 |
| Danimarca  | Montenegro | 37 – 26                  |
| Ucraina    | Danimarca  | Kiev, 12 giu. 2019       |
| Ucraina    | Danimarca  | 30 – 33                  |
| Fær Øer    | Montenegro | Farum, 12 giu. 2019      |
| Fær Øer    | Montenegro | 21 – 24                  |
| Danimarca  | Fær Øer    | Aalborg, 16 giu. 2019    |
| Danimarca  | Fær Øer    | 31 – 24                  |
| Montenegro | Ucraina    | Podgorica, 16 giu. 2019  |
| Montenegro | Ucraina    | 27 – 21                  |

### Ranking per le terze classificate
Le migliori quattro squadre classificatesi in terza posizione nei rispettivi gironi, passano alla fase finale. Per questa speciale classifica non sono state prese in considerazione le partite giocate contro le squadre arrivate ultime nei rispettivi gironi.
| Pos | Gr | Squadra              | G | V | N | P | GF  | GS  | DG  | Pt | Qualificazione |
| --- | -- | -------------------- | - | - | - | - | --- | --- | --- | -- | -------------- |
| 1   | 5  | Bosnia ed Erzegovina | 4 | 2 | 0 | 2 | 99  | 108 | −9  | 4  | Fase finale    |
| 2   | 2  | Serbia               | 4 | 1 | 1 | 2 | 104 | 112 | −8  | 3  | Fase finale    |
| 3   | 4  | Paesi Bassi          | 4 | 1 | 0 | 3 | 99  | 107 | −8  | 2  | Fase finale    |
| 4   | 8  | Ucraina              | 4 | 1 | 0 | 3 | 104 | 114 | −10 | 2  | Fase finale    |
| 5   | 1  | Israele              | 4 | 1 | 0 | 3 | 94  | 127 | −33 | 2  |                |
| 6   | 6  | Lituania             | 4 | 0 | 1 | 3 | 95  | 131 | −36 | 1  |                |
| 7   | 3  | Turchia              | 4 | 0 | 0 | 4 | 96  | 122 | −26 | 0  |                |
| 8   | 7  | Italia               | 4 | 0 | 0 | 4 | 94  | 126 | −32 | 0  |                |